# Eva Pohl
Eva Pohl (* 3. August 1937 in Neusalz an der Oder) ist eine deutsche Politikerin (FDP).
Pohl war beruflich als Bankkauffrau und Ärztin tätig. Sie war zu DDR-Zeiten Mitglied der LDPD und im BFD, nach der Wende trat sie der FDP bei. Sie gehörte von 1990 bis 1994 dem Deutschen Bundestag an. Sie wurde dabei über die Landesliste der FDP in Thüringen ins Parlament gewählt.